# Episodi de I Simpson (terza stagione)
La terza stagione de I Simpson (serie di produzione 8F) è andata in onda negli Stati Uniti dal 19 settembre 1991 al 27 agosto 1992. 
La stagione contiene due episodi della serie di produzione 7F, relativa alla precedente stagione.
In Italia è andata in onda per la prima volta su Canale 5 dal 10 ottobre del 1993 al 27 marzo del 1994. 
L'episodio Homer da solo è il 50º della serie.
Dal 6 ottobre 2003 è in vendita il cofanetto della terza stagione completa.
| N° | Codice di produzione | Titolo italiano                       | Titolo originale                             | Prima TV USA      | Prima TV Italia  |
| -- | -------------------- | ------------------------------------- | -------------------------------------------- | ----------------- | ---------------- |
| 1  | 7F24                 | Papà-zzo da legare                    | Stark Raving Dad                             | 19 settembre 1991 | 10 ottobre 1993  |
| 2  | 8F01                 | Il signor Lisa va a Washington        | Mr. Lisa Goes to Washington                  | 26 settembre 1991 | 17 ottobre 1993  |
| 3  | 7F23                 | Quando Flanders fallì                 | When Flanders Failed                         | 3 ottobre 1991    | 7 novembre 1993  |
| 4  | 8F03                 | Bart l'assassino                      | Bart the Murderer                            | 10 ottobre 1991   | 24 ottobre 1993  |
| 5  | 8F04                 | Homer definito                        | Homer Defined                                | 17 ottobre 1991   | 21 novembre 1993 |
| 6  | 8F05                 | Tale padre, tale clown                | Like Father, Like Clown                      | 24 ottobre 1991   | 28 novembre 1993 |
| 7  | 8F02                 | La paura fa novanta II                | Treehouse of Horror II: A Simpsons Halloween | 31 ottobre 1991   | 30 novembre 1993 |
| 8  | 8F06                 | Il pony di Lisa                       | Lisa's Pony                                  | 7 novembre 1991   | 14 novembre 1993 |
| 9  | 8F07                 | Sabati di tuono                       | Saturdays of Thunder                         | 14 novembre 1991  | 5 dicembre 1993  |
| 10 | 8F08                 | Flambé Boe                            | Flaming Moe's                                | 21 novembre 1991  | 12 dicembre 1993 |
| 11 | 8F09                 | Il licenziamento di Homer             | Burns Verkaufen der Kraftwerk                | 5 dicembre 1991   | 19 dicembre 1993 |
| 12 | 8F10                 | Ho sposato Marge                      | I Married Marge                              | 26 dicembre 1991  | 26 dicembre 1993 |
| 13 | 8F11                 | Radio Bart                            | Radio Bart                                   | 9 gennaio 1992    | 2 gennaio 1994   |
| 14 | 8F12                 | Lisa l'indovina                       | Lisa the Greek                               | 23 gennaio 1992   | 9 gennaio 1994   |
| 15 | 8F14                 | Homer da solo                         | Homer Alone                                  | 6 febbraio 1992   | 16 gennaio 1994  |
| 16 | 8F16                 | Bart l'amante                         | Bart the Lover                               | 13 febbraio 1992  | 30 gennaio 1994  |
| 17 | 8F13                 | Homer alla battuta                    | Homer at the Bat                             | 20 febbraio 1992  | 6 marzo 1994     |
| 18 | 8F15                 | Vocazioni diverse                     | Separate Vocations                           | 27 febbraio 1992  | 23 gennaio 1994  |
| 19 | 8F17                 | Morire come un cane                   | Dog of Death                                 | 12 marzo 1992     | 6 febbraio 1994  |
| 20 | 8F19                 | Il colonnello Homer                   | Colonel Homer                                | 26 marzo 1992     | 20 febbraio 1994 |
| 21 | 8F20                 | Il vedovo nero                        | Black Widower                                | 9 aprile 1992     | 27 febbraio 1994 |
| 22 | 8F21                 | Lo show di Otto                       | The Otto Show                                | 23 aprile 1992    | 13 marzo 1994    |
| 23 | 8F22                 | L'amico di Bart s'innamora            | Bart's Friend Falls in Love                  | 7 maggio 1992     | 20 marzo 1994    |
| 24 | 8F23                 | Fratello, avresti da darmi due soldi? | Brother Can You Spare Two Dimes?             | 27 agosto 1992    | 27 marzo 1994    |

## Papà-zzo da legare
- Sceneggiatura: Al Jean e Mike Ross
- Regia: Rich Moore
- Messa in onda originale: 19 settembre 1991
- Messa in onda italiana: 10 ottobre 1993

Lisa, per evitare che Bart se ne dimentichi, lo avverte che sta per arrivare il giorno del proprio compleanno. Intanto, Homer scopre che Bart ha messo un berretto rosso nella lavatrice, facendo diventare tutte le sue camicie rosa. Così, Monroe consegna un test di sanità mentale a Homer, che per paura di non saper rispondere lo dà a Bart. Dopo aver esaminato le risposte, Monroe fa spedire Homer nella nuova casa di cura per gente emotivamente instabile. All'istituto, Homer conosce un grosso tizio, che dice di essere Michael Jackson. Ignorando chi sia Michael Jackson, Homer gli crede. Michael, nel frattempo, telefona a Bart per dirgli che Homer è rinchiuso in manicomio e che ha bisogno dell'affetto della sua famiglia ora più che mai. Marge si reca all'istituto per far rilasciare Homer, mentre Homer invita Michael ad andare via con loro. Finalmente arriva il giorno del compleanno di Lisa: Bart si dimentica del regalo e Lisa lo disconosce. Ma Michael aiuta Bart a scrivere una canzone per Lisa in modo da far riavvicinare i due. Lisa perdona Bart e lo ringrazia per il più bel regalo mai avuto. Sentendosi finalmente bene, Michael rivela che è Leon e, parlando con la sua vera voce, lascia casa Simpson per andare ad aiutare altri suoi simili.
- Guest star: Michael Jackson (voce di "Michael Jackson"/Leon Kompowsky, accreditato come John Jay Smith), Kipp Lennon (voce musicale di "Michael Jackson"/Leon Kompowsky)
- Frase alla lavagna: Io non sono un dentista
- Gag del divano: il divano si ribalta e sfonda il muro.
- Curiosità: Concepito come finale della seconda stagione, venne mandato in onda come primo della terza. Durante le registrazioni, Michael Jackson doppiò sia le parti parlate che cantate del personaggio, ma decise di fare uno scherzo ai suoi fratelli, chiamando il cantante Kipp Lennon, suo imitatore, che registrò le parti cantate nel momento stesso di quelle parlate, per vedere se gli altri Jackson riuscissero a capire se fosse l'originale o l'imitato. La voce normale del personaggio, ossia Leon, è affidata a Hank Azaria. Un anno dopo la trasmissione era stato pianificato un sequel dell'episodio, dove Leon si sarebbe dovuto presentare come Prince. Il cantante rifiutò comunque di partecipare e l'episodio non venne prodotto. Nel 2019, dopo che il documentario Leaving Neverland aveva riportato in auge le accuse di pedofilia nei confronti di Michael Jackson, quest’episodio è stato bandito in tutta la Tv mondiale e persino su Disney+.

## Il signor Lisa va a Washington
- Sceneggiatura: George Meyer
- Regia: Wesley Archer
- Messa in onda originale: 26 settembre 1991
- Messa in onda italiana: 17 ottobre 1993

Lisa viene scelta per il concorso a temi patrioti del giorno dopo, così tutta la sua famiglia ha l'opportunità di recarsi gratis a Washington. Nella capitale i Simpson ricevono uno speciale pass per i VIP e approfittano dell'occasione per visitare la città. Il mattino del concorso, Lisa esce da sola per visitare un monumento poco conosciuto ed è testimone dello scambio di tangenti tra il deputato Bob Arnold e un lobbista. Persa, ormai, la propria fede nella democrazia, Lisa straccia il tema che aveva preparato per la finale. Convintasi che la verità debba venire a galla, Lisa scrive un nuovo saggio, nel quale smaschera Arnold e condanna duramente i politicanti di Washington. 
Preoccupato che un cittadino così giovane abbia già perso fiducia nella nazione, un giudice avverte un senatore, che a sua volta informa l'FBI delle attività di Arnold. Il deputato viene messo sotto sorveglianza e arrestato durante un'operazione in incognito. Lisa non vince il concorso, ma almeno la sua fiducia nelle istituzioni è di nuovo salda.
- Guest star: assente
- Frase alla lavagna: Uno sputo non è libertà di espressione
- Gag del divano: Homer si siede sopra il piccolo aiutante di Babbo Natale.

## Quando Flanders fallì
- Sceneggiatura: Jon Vitti
- Regia: Jim Reardon
- Messa in onda originale: 3 ottobre 1991
- Messa in onda italiana: 7 novembre 1993

Ned Flanders invita i Simpson a un barbecue. 
Quando annuncia che sta per aprire un negozio di articoli per mancini, Homer si augura che fallisca. Marge intanto, preoccupata dal fatto che Bart guardi troppa TV e faccia poco sport, gli permette di iscriversi a un corso di karate al centro commerciale. Homer accompagna Bart a lezione e poi fa visita al negozio di Ned, il Sinistrorium, provando piacere nel vedere che gli affari gli vanno male. Al corso di karate, Bart scopre che dovrà leggere libri e lavorare duramente, così decide di andare in sala giochi. Il negozio di Flanders è in crisi e Ned decide di svendere le sue cose per far quadrare il bilancio. Homer compra gli oggetti più belli di Ned per un'inezia e, sebbene incontri persone alla ricerca disperata di oggetti per mancini, non pubblicizza il Sinistrorium. Intanto, Bart continua a saltare le lezioni di karate e, quando Lisa invoca il suo aiuto per evitare che alcuni teppistelli le rubino il sassofono, non può far altro che inventarsi delle mosse, finendo però per essere menato. Finalmente, il desiderio di Homer si avvera: il negozio di Flanders fallisce. Ma quando Ned deve abbandonare la casa e andare a vivere in macchina con tutta la famiglia, Homer è sopraffatto dai sensi di colpa e, poco prima della bancarotta ufficiale di Flanders, informa tutti i suoi conoscenti mancini dell'esistenza del Sinistrorium. Il negozio comincia a vendere e tutti i clienti soddisfatti si uniscono in coro per festeggiare il successo di Ned.
- Guest star: assente
- Frase alla lavagna: A nessuno piacciono le pacche sulle scottature
- Gag del divano: i Simpson ballano una danza esotica.

## Bart l'assassino
- Sceneggiatura: John Swartzwelder
- Regia: Rich Moore
- Messa in onda originale: 10 ottobre 1991
- Messa in onda italiana: 24 ottobre 1993

Alla fine di una giornata particolarmente brutta, Bart viene colto da un acquazzone e perde il controllo dello skateboard. Cascando per una scalinata, finisce nel Circolo dei leciti uomini d'affari, che in realtà è un covo della mafia. I criminali Tony Ciccione, Lupara, Louie e Joey sono colpiti dal fegato messo in mostra da Bart e gli offrono un lavoro come barista. Marge lo viene a sapere e chiede a Homer di intervenire. 
Homer si reca al Circolo, dove trova tutti molto simpatici, al punto di chiedere un lavoro anche per Lisa. Quando il boss Tony Ciccione scopre che il direttore Skinner trattiene Bart dopo la scuola, gli fa visita con i suoi scagnozzi. Il giorno dopo, Skinner scompare. In seguito a un incubo, in cui sogna che Skinner è stato ucciso dagli uomini di Tony, Bart affronta il boss. Ma sopraggiunge la polizia: Tony scarica ogni accusa su Bart, che finisce in galera in attesa del processo. Un attimo prima che Bart venga condannato, Skinner irrompe nell'aula, spiegando al giudice di essere rimasto bloccato in garage per una settimana a causa di una catasta di giornali che gli si era rovesciata addosso. Libero, Bart lascia il lavoro, avendo imparato che il crimine non paga.
- Guest star: Neil Patrick Harris (voce di sé stesso)
- Frase alla lavagna: Esplosivi e scuola non vanno d'accordo
- Gag del divano: i Simpson entrano e si mettono carponi sul divano formando una piramide.

## Homer definito
- Sceneggiatura: Howard Gerwitz
- Regia: Mark Kirkland
- Messa in onda originale: 17 ottobre 1991
- Messa in onda italiana: 21 novembre 1993

Alla centrale nucleare, Homer si addormenta sul lavoro, ignaro che è in atto una fusione nucleare. Viene però svegliato dalle sirene d'allarme e immediatamente va in panico. A pochi secondi dalla fine, Homer schiaccia a caso il pulsante giusto e salva la città. Diventa così un eroe, ma dopo un elogio da parte di Magic Johnson, comincia a sentirsi un truffatore. Per di più, Aristotele Amadopolis, proprietario della centrale nucleare di Shelbyville, gli chiede di tenere una conferenza ai suoi dipendenti. 
Homer cerca di tenere il suo discorso agli impiegati di Amadopolis, ma non sa proprio cosa dire. All'improvviso suona un allarme e tutti si rivolgono a lui, ma Homer non ha idea di cosa fare. Chiude gli occhi, fa la conta e schiaccia di nuovo il bottone giusto. Questa volta, però, tutti si rendono conto che Homer ha avuto soltanto una fortuna sfacciata.
- Guest star: Jon Lovitz (voce di Aristotele Amadopoulis), Magic Johnson (voce di sé stesso), Chick Hearn (voce di sé stesso)
- Frase alla lavagna: Non farò stridere il gesso
- Gag del divano: sul divano è seduto un alieno, che scappa prima che entrino i Simpson.

## Tale padre, tale clown
- Sceneggiatura: Jay Kogen e Wallace Wolodarsky
- Regia: Jeffrey Lynch e Brad Bird
- Messa in onda originale: 24 ottobre 1991
- Messa in onda italiana: 28 novembre 1993

Mentre è a cena a casa Simpson, Krusty rivela un lato di sé sconosciuto a tutti. Fin da quando è stato rinnegato dal padre, il rabbino Krustofski, per non aver voluto seguirne le orme, Krusty è un uomo distrutto. Bart e Lisa capiscono che il clown ha bisogno di far pace con Krustofski. 
Il reverendo Lovejoy, che conduce con Krustofski una trasmissione radiofonica, dà ai due ragazzi l'indirizzo del rabbino. Tuttavia, quando i due gli fanno visita, Krustofski nega di aver alcun figlio e sbatte loro la porta in faccia. Bart e Lisa tentano allora di farlo ragionare e cercano una soluzione persino nel Talmud, l'antico libro della saggezza ebraica. Purtroppo, niente riesce a convincere Krustofski a riavvicinarsi al proprio figlio. Ma quando Bart cita una profonda frase del cantante Sammy Davis Junior, il rabbino riconosce di aver sbagliato. Padre e figlio celebrano il loro riavvicinamento durante lo show di Krusty.
- Guest star: Jackie Mason (voce di rabbino Hyman Krustofsky)
- Frase alla lavagna: Finirò quello che ho iniziato (l'ultima parola verrà lasciata a metà)
- Gag del divano: La famiglia si siede, mentre Bart si distende sopra di loro.

## La paura fa novanta II
- Sceneggiatura: Al Jean, Mike Reiss, Jeff Martin, George Meyer, Sam Simon e John Swartzwelder
- Regia: Jim Reardon
- Messa in onda originale: 31 ottobre 1991
- Messa in onda italiana: 30 novembre 1993

Homer, Lisa e Bart mangiano troppe caramelle, finendo così nel mondo degli incubi.
- La mano della scimmia (The monkey's paw)
Lisa sogna di essere in vacanza con la famiglia in Marocco, dove Homer compra una zampa di scimmia in grado di esaudire quattro desideri. Maggie desidera un nuovo ciuccio, Bart chiede fama e ricchezza, Lisa la pace nel mondo. Gli alieni Kang e Kodos approfittano del pacifismo terrestre e invadono il pianeta, rendendo schiavi gli esseri umani. Homer usa l'ultimo desiderio per chiedere un panino al tacchino e poi butta via la zampa. Flanders, però, la trova e le chiede di far sparire gli alieni. Poi trasforma casa sua in un castello.
- La zona Bart (The Bart zone)
Bart sogna di avere il potere di leggere nelle menti e di far succedere cose con la forza del pensiero. Quando i suoi concittadini hanno cattivi pensieri, Bart li trasforma in maniera grottesca. Tutti a Springfield vivono nel terrore e si sforzano di non pensare nulla di brutto su di lui. Il giorno in cui Homer lo fa arrabbiare, Bart trasforma suo padre in un pupazzo a molla. Marge porta allora Bart e Homer dal dottor Monroe, il quale suggerisce ai due di passare più tempo insieme. Dopo essersi riavvicinati, Bart fa tornare normale Homer.
- Se solo avessi un cervello (If I only had a brain)
Homer sogna che Burns lo licenzia, gli toglie il cervello e lo trapianta in un robot, con l'intento di creare un impiegato modello. Quando però l'esperimento fallisce, Burns restituisce al corpo di Homer il proprio cervello. Poco dopo, il robot privo di cervello cade su Burns, ferendolo gravemente. Smithers, per permettergli di vivere, trapianta la testa del suo capo nel corpo di Homer. Homer si sveglia e si rende conto che si trattava solo di un sogno. Tuttavia, quando si guarda allo specchio, la testa di Burns è ancora attaccata alla sua.

- Guest star: assente
- Frase alla lavagna: assente
- Gag del divano: assente

## Il pony di Lisa
- Sceneggiatura: Al Jean e Mike Reiss
- Regia: Carlos Baeza
- Messa in onda originale: 7 novembre 1991
- Messa in onda italiana: 14 novembre 1993

Lisa, poco prima del talent show scolastico, telefona a Homer affinché le compri un'ancia per il sassofono, ma Homer si ferma da Boe per una birra e arriva a scuola in ritardo. L'esibizione di Lisa è un disastro. Homer è sinceramente dispiaciuto e si rende conto di non aver prestato abbastanza attenzione a Lisa. 
Per farsi perdonare, decide di regalare a Lisa il pony che lei ha sempre desiderato. Nonostante Marge lo avverta che loro non possono permettersi un pony, Homer chiede i soldi all'Alleanza prestiti impiegati della centrale nucleare. Ma i costi per mantenere l'animale sono sempre più alti e Homer si trova un lavoro al Jet Market. Costretto però a lavorare sia nel negozio di notte sia alla centrale di giorno, Homer si trasforma ben presto in una specie di zombi. Marge descrive a Lisa i sacrifici fatti da Homer per mantenere il pony e, nonostante ami moltissimo il suo cavallo, lei capisce di dovervi rinunciare. Dà al pony un ultimo abbraccio d'addio e va al Jet Market, per dire a suo padre che non deve più fare un secondo lavoro per lei. Homer, sicuro che Lisa gli voglia di nuovo bene, la porta a casa a cavalluccio.
- Guest star: assente
- Frase alla lavagna: I "Bart Bigliettoni" non sono valuta legale
- Gag del divano: Homer si sdraia sul divano, gli altri si siedono sopra di lui.

## Sabati di tuono
- Sceneggiatura: Ken Levine e David Isaacs
- Regia: Jim Reardon
- Messa in onda originale: 14 novembre 1991
- Messa in onda italiana: 5 dicembre 1993

Marge consegna a Homer un test dell'Istituto nazionale paternità per valutare le sue capacità come padre. Homer fallisce il test e conclude di non essere un bravo padre. Frequenta perciò un corso di terapia e si offre di aiutare Bart a costruire un carrettino da corsa. Bart accetta riluttante e, insieme a Homer, prepara un carretto piuttosto scadente. 
Nella prima corsa, il carretto di Bart non arriva neppure al traguardo. Martin vince facilmente con il suo modello aerodinamico, ma alla fine perde il controllo e si schianta, rompendosi un braccio. Non potendo disputare la finale contro Nelson, Martin propone a Bart di correre al suo posto e lui accetta volentieri. Homer si sente tradito dalla scelta del figlio e si aggira per la casa triste e imbronciato. Bart intanto, pur essendo al volante del super carretto di Martin, non riesce a concentrarsi sulla gara. A casa, Homer prova nuovamente a fare il test e, questa volta, grazie all'esperienza vissuta aiutando Bart, lo supera brillantemente. Si precipita, allora, a vedere il figlio gareggiare. Bart nota Homer fare il tifo sulle gradinate e, spinto dal suo supporto, sfreccia oltre Nelson e vince la corsa.
- Guest star: assente
- Frase alla lavagna: Non fingerò di essere idrofobo
- Gag del divano: i Simpson si siedono sul divano e sprofondano nei cuscini.

## Flambé Boe
- Sceneggiatura: Robert Cohen
- Regia: Rich Moore e Alan Smart
- Messa in onda originale: 21 novembre 1991
- Messa in onda italiana: 12 dicembre 1993

Al bar gli affari vanno così male, che Boe non può permettersi neanche di comperare un fusto di birra. Homer gli mostra allora il Flambé Homer, un miscuglio di vari liquori con l'aggiunta di sciroppo per la tosse. Il cocktail ha un successo immediato e comincia ad attirare sempre più clienti. Boe lo ribattezza Flambé Boe e se ne prende tutto il merito. Il Bar Boe diventa presto il posto più in voga della città, al punto che il gruppo rock degli Aerosmith ne fa il suo ritrovo ufficiale. Homer ritiene di meritarsi una parte dei guadagni e affronta Boe, che però rifiuta di dividere la torta con lui. Incapace di scoprire l'ingrediente segreto del drink, una gigantesca catena di ristoranti, l'Emporio di Tipsy McStagger, offre a Boe un milione di dollari in cambio della ricetta. Ma appena prima che Boe firmi il contratto, un Homer furibondo irrompe nel bar e svela a tutti il misterioso ingrediente, così il rappresentante dell'Emporio di Tipsy McStagger straccia l'accordo. Più tardi, senza rancore, Boe prepara a Homer un Flambé Homer offerto dalla casa.
- Guest star: gli Aerosmith (voci di sé stessi)
- Frase alla lavagna: Le mutande si indossano sotto i pantaloni
- Gag del divano: due ladri stanno portando via il divano: all'improvviso arrivano i Simpson e vi si siedono, ma i ladri li fanno cascare dal divano.

## Il licenziamento di Homer
- Sceneggiatura: Jon Vitti
- Regia: Matt Kirkland
- Messa in onda originale: 5 dicembre 1991
- Messa in onda italiana: 19 dicembre 1993

Homer vende le proprie azioni della centrale nucleare per 25 $ e li spende in birra. Nel pomeriggio, cominciano a circolare voci su una cessione della centrale e le azioni crescono di valore. Il giorno dopo, tutti i colleghi di Homer diventano ricchi quando Burns vende l'impianto a una società tedesca per 100000000 $. Col cambio di gestione, Homer viene licenziato perché giudicato troppo inetto e cade in una profonda depressione. Una sera, mentre è al Bar Boe, Homer incontra Burns e Smithers, anche loro lì per un drink. Homer dà una bella strigliata al suo ex capo e Bart, che è arrivato per riportare il padre a casa, gli pesta un piede. Anche altri avventori del bar cominciano a insultare Burns, che scappa via con Smithers. Burns realizza che, da quando ha perso la sua posizione di potere, nessuno ha più paura di lui e decide di ricomprare la centrale. I tedeschi, dal canto loro, scoprono di dover spendere altri 100000000 $ per ristrutturare l'impianto e lo rivendono a Burns, che riassume Homer, in modo da potersi, prima o poi, vendicare.
- Guest star: assente
- Frase alla lavagna: La recita di Natale non è una schifezza
- Gag del divano: il piccolo aiutante di Babbo Natale è seduto sopra il divano e ringhia ai Simpson quando arrivano; questi si allontanano lentamente.

## Ho sposato Marge
- Sceneggiatura: Jeff Martin
- Regia: Jeffrey Lynch
- Messa in onda originale: 26 dicembre 1991
- Messa in onda italiana: 26 dicembre 1993

Marge va da Hibbert per scoprire se è incinta. 
Mentre lei è via, Homer racconta ai figli come è cominciato il loro matrimonio. È il 1980 e Homer è fidanzato con Marge. Una notte, dopo aver visto L'Impero colpisce ancora, i due si "coccolano" e, poche settimane dopo, Marge scopre di aspettare un bambino. Per legittimare le cose, Homer le chiede di sposarlo. Dopo una cerimonia veloce, Homer comincia a cercare un lavoro decente. Fa una serie di tentativi, perfino uno alla centrale nucleare, ma nulla sembra funzionare. Quando i vestiti del bebè e i mobili vengono confiscati, Homer realizza che Marge starà molto meglio senza di lui. Pieno di vergogna, se ne va durante la notte, ma non prima di aver scritto a Marge una lettera in cui promette di mandarle tutti i soldi che guadagnerà. Poco dopo, Marge lo trova al ristorante Soffia & Ingoia e lo riporta a casa con sé. Con rinnovata determinazione, Homer torna alla centrale e promette al signor Burns di essere il perfetto dipendente senza spina dorsale e Burns lo assume. Homer spiega ai figli che gioia siano stati per lui, ma quando Marge torna e annuncia di non essere incinta, lui e la moglie festeggiano felici.
- Guest star: assente
- Frase alla lavagna: Non tormenterò gli emotivi
- Gag del divano: i Simpson entrano facendo la ruota.
- Curiosità: L'episodio in America è stato trasmesso lo stesso giorno della dissoluzione dell'Unione Sovietica.

## Radio Bart
- Sceneggiatura: Jon Vitti
- Regia: Carlos Baeza
- Messa in onda originale: 9 gennaio 1992
- Messa in onda italiana: 2 gennaio 1994

Per il suo compleanno Bart riceve il Microfono Superstar, che trasmette il suono sulla banda AM di qualsiasi radio. Per fare uno scherzo, lancia una radiolina in un pozzo e, identificandosi come Timmy O'Toole, chiede aiuto attraverso il microfono. Subito, intorno al pozzo si raduna una gran folla e la paura divampa quando la gente realizza che il pozzo è troppo stretto per i soccorritori. Krusty e Sting, intanto, girano il video «Mandiamo il nostro amore nel pozzo» per finanziare il salvataggio di Timmy. Lisa scopre presto l'inganno di Bart e lo avverte che non se la caverà facilmente. Bart le ride in faccia, ma poi si ricorda di aver lasciato sulla radio un adesivo con scritto «Proprietà di Bart Simpson». 
Mentre Bart scende nel pozzo per recuperare la radio, la corda cui è appeso si sgancia e lui resta intrappolato per davvero. Bart racconta a Lou ed Eddie che, in realtà, Timmy O'Toole non esiste. Dopo aver scoperto che si trattava solo di uno scherzo, gli abitanti di Springfield decidono di lasciare Bart nel pozzo. Ma Homer lo sente piangere e si mette a scavare. In breve, tutti i cittadini si uniscono a Homer per salvare Bart.
- Guest star: Sting (voce di sé stesso)
- Frase alla lavagna: Non scolpirò statuine degli dei
- Gag del divano: i Simpson si buttano sul divano, rimbalzando.
- Curiosità: L'episodio è tratto dai fatti realmente accaduti a discapito di Jessica McClure, una bimba americana di soli 18 mesi che nel pomeriggio del 14 ottobre 1987 precipitò in un pozzo profondo 7 metri nel giardino di una sua zia a Midland (Texas). Lo spiegamento dei soccorsi fu seguito dagli occhi di tutto il mondo grazie alla CNN e dopo due giorni la bambina fu salvata.

## Lisa l'indovina
- Sceneggiatura: Jay Kogen e Wallace Wolodarsky
- Regia: Rich Moore
- Messa in onda originale: 23 gennaio 1992
- Messa in onda italiana: 9 gennaio 1994

Lisa si lamenta del fatto che Homer non si interessi mai alle sue cose e Marge le consiglia di condividere con il padre qualcosa che piaccia a lui. Lisa si ritrova così a guardare il football con Homer, il quale chiede alla figlia di scegliere per lui una squadra su cui scommettere. La scommessa di Lisa risulta vincente e Homer trasforma ogni domenica nella giornata padre-figlia. Grazie ai consigli di Lisa, per 8 settimane Homer azzecca tutte le puntate e guadagna un sacco di soldi, finché arriva il Super Bowl.
Lisa intanto chiede a Homer di passare del tempo insieme anche dopo la finale di football, ma il padre le dice che la loro giornata è rimandata al campionato successivo. Lisa è distrutta e Homer, sentendosi in colpa, si scusa con lei. Ma la figlia non è ancora contenta e fa un pronostico sul Super Bowl: se vincerà Washington, lei vorrà bene a Homer, se vincerà Buffalo no. Mentre un nervoso Homer segue la partita da Boe, Washington vince. La domenica seguente, Lisa e il padre vanno a fare una gita.
- Guest star: assente
- Frase alla lavagna: assente
- Gag del divano: Homer si siede sopra il piccolo aiutante di Babbo Natale.

## Homer da solo
- Sceneggiatura: David M. Stern
- Regia: Mark Kirkland
- Messa in onda originale: 6 febbraio 1992
- Messa in onda italiana: 16 gennaio 1994

Dopo un'orrenda giornata a far pulizie e commissioni, Marge perde la calma, ferma la macchina in mezzo al ponte di Springfield e blocca il traffico in entrambe le direzioni. Homer viene portato sul posto per parlarle, ma appena esce dalla macchina, Marge viene arrestata. Il sindaco Quimby, però, temendo di perdere l'elettorato femminile, la fa rilasciare per accattivarsi le simpatie delle casalinghe stressate. Successivamente, Marge vede una pubblicità del Rancho Relaxo e decide di prendersi una vacanza da sola. Dopo aver affidato Bart e Lisa alle cure di Patty e Selma, prende il treno per il relax: finalmente Marge può riposarsi. Intanto, Bart e Lisa cercano di sopravvivere alle odiate zie, mentre Homer si prende cura di Maggie. Nel bel mezzo della notte, Maggie scivola fuori dal lettino per cercare Marge. La mattina seguente, Homer cerca la bimba per tutta la casa, ma senza trovarla. Appena prima che Homer vada in stazione a prendere Marge, compare Winchester con Maggie in braccio. Quando Marge ritorna a casa, la famiglia giura di esserle di maggior aiuto, a patto che lei non se ne vada più.
- Guest star: assente
- Frase alla lavagna: Non sculaccerò gli altri
- Gag del divano: i Simpson entrano e si mettono carponi sul divano formando una piramide.

## Bart l'amante
- Sceneggiatura: Jon Vitti
- Regia: Carlos Baeza
- Messa in onda originale: 13 febbraio 1992
- Messa in onda italiana: 30 gennaio 1994

Stanca di essere sola, Caprapall scrive un'inserzione su una rivista.
Quando Bart rompe l'acquario in classe giocando con il suo yo-yo, la maestra gli assegna un mese di punizione. Curiosando nella scrivania dell'insegnante, Bart trova il suo annuncio e, di conseguenza, anche un modo per vendicarsi. Scrive, infatti, una lettera d'amore alla Caprapall e la firma «Woodrow». Leggendola, la maestra pensa proprio di aver trovato l'uomo della vita e manda una risposta con tanto di foto sexy. Dopo un po' di lettere, Bart scrive all'insegnante per dirle che è ormai tempo che i due si incontrino e per fissare data e luogo dell'appuntamento. Edna attende per ore, ma l'uomo dei suoi sogni non si fa vedere. Sentendosi in colpa, Bart racconta alla famiglia ciò che ha combinato. Marge gli suggerisce di scrivere a Edna un'ultima lettera da parte di Woodrow per dirle addio, ma anche per farla sentire speciale. Marge, Homer, Bart e Lisa si uniscono, allora, per comporre la lettera finale. Dopo averla letta, il morale della Caprapall torna alto.
- Guest star: assente
- Frase alla lavagna: assente
- Gag del divano: sul divano è seduto un alieno, che scappa prima che entrino i Simpson.

## Homer alla battuta
- Sceneggiatura: John Swartzwelder
- Regia: Jim Reardon
- Messa in onda originale: 20 febbraio 1992
- Messa in onda italiana: 6 marzo 1994

È la prima partita stagionale e la squadra di softball della centrale nucleare di Springfield, al nono inning, è avanti di 3 punti. 
Le basi sono piene, Homer va in battuta con la sua mazza fatta in casa e batte un fuoricampo, vincendo la partita. La sua squadra, ancora imbattuta, si ritrova poi a giocarsi il successo in campionato contro la rivale Shelbyville. Burns scommette con il proprietario di Shelbyville, Ari Amadopolis, 1000000 $ che sarà Springfield a vincere. Pur di vincere, Burns assume alla centrale Jose Canseco, Don Mattingly, Ken Griffey Jr., Ozzie Smith, Steve Sax, Darryl Strawberry, Roger Clemens, Wade Boggs e Mike Scioscia, tutti giocatori professionisti. Ma, il giorno prima della partita, tutti, tranne Strawberry, rimangono coinvolti in qualche incidente, costringendo Burns a schierare i suoi veri impiegati. Solo Homer rimane in panchina. All'improvviso, col punteggio in parità e le basi piene, Burns lo manda in battuta al posto di Strawberry. La palla del lanciatore colpisce Homer in testa, mandandolo al tappeto, ma causando anche la vittoria della sua squadra. Ancora svenuto, Homer viene portato in trionfo per tutto il campo.
- Guest star: Wade Boggs (voce di sé stesso), José Canseco (voce di sé stesso), Roger Clemens (voce di sé stesso), Ken Griffey Jr. (voce di sé stesso), Don Mattingly (voce di sé stesso), Steve Sax (voce di sé stesso), Mike Scioscia (voce di sé stesso), Ozzie Smith (voce di sé stesso), Darryl Strawberry (voce di sé stesso), Terry Cashman (voce di sé stesso)
- Frase alla lavagna: Non mirerò alla testa
- Gag del divano: i Simpson entrano ma sbattono la testa tra loro, Maggie è l'unica che rimane davanti allo schermo.

## Vocazioni diverse
- Sceneggiatura: George Meyer
- Regia: Jeffrey Lynch
- Messa in onda originale: 27 febbraio 1992
- Messa in onda italiana: 23 gennaio 1994

Lisa si spezza il cuore quando dal test attitudinale risulta che il suo futuro ideale è fare la casalinga. Bart invece scopre di poter seguire una carriera da poliziotto. Lisa vuole a tutti i costi smentire il test e chiede a un insegnante di musica la propria opinione. Secondo questi, però, lei non potrà diventare mai una buona sassofonista, avendo ereditato dal padre le dita tozze. Bart intanto sfreccia per la città con Lou ed Eddie e capisce cosa voglia dire essere un agente di polizia.
Durante il giro, Bart collabora persino alla cattura di un criminale. Infranti i suoi sogni, Lisa perde interesse anche nella scuola, mentre Skinner, scoperta la sua nuova passione per la legge, assume Bart come addetto alla sorveglianza. E, in men che non si dica, Bart riporta l'ordine nella scuola. Dopo essere stata punita per aver risposto male alla signorina Hoover, Lisa ruba tutti i libri scolastici dei professori. Bart si mette a cercare il colpevole e fruga in ogni armadietto. Tuttavia, pur scoprendo che la responsabile è Lisa, si assume lui la colpa e, con essa, 600 giorni di punizione. Grata a Bart, Lisa suona il sassofono per lui.
- Guest star: Steve Allen (voce di sé stesso)
- Frase alla lavagna: Non vomiterò a meno che non mi senta male
- Gag del divano: la famiglia si siede, mentre Bart si distende sopra di loro.

## Morire come un cane
- Sceneggiatura: Jon Swartzwelder
- Regia: Jim Reardon
- Messa in onda originale: 12 marzo 1992
- Messa in onda italiana: 6 febbraio 1994

Nessuno dei Simpson si accorge che Piccolo Aiutante di Babbo Natale si sta ammalando. Mentre la famiglia assiste all'estrazione dei numeri del Lotto, il cane ha un collasso. Viene subito portato dal veterinario, ma qui i Simpson scoprono che l'animale necessita di un'operazione da 750 dollari. I Simpson non hanno soldi, ma quando il cane fa le feste a Homer, tutti decidono di impegnarsi per trovarli. Per far ciò, ognuno della famiglia deve fare dei sacrifici: Homer rinuncia alla birra, Marge cucina solo cose molto semplici, Bart dovrà farsi tagliare i capelli gratis dagli studenti di parrucchiere, Lisa non potrà continuare la sua collezione di enciclopedia e Maggie non riceverà nuovi vestitini. L'operazione intanto ha successo e il cane guarisce completamente. Tuttavia, a causa delle spese sostenute, l'intera famiglia è costretta a un regime di vita austero e sfoga sul cane le proprie frustrazioni. Una notte, Homer lascia inavvertitamente il cancello aperto e Piccolo Aiutante scappa. Oppressi dai sensi di colpa, i Simpson cominciano a sentire la mancanza del cane e si mettono a cercarlo. Piccolo Aiutante di Babbo Natale, però, viene catturato e portato al canile, dove Burns lo vede e lo prende con sé per farne uno dei suoi cani da guardia. Quando Bart entra nella proprietà di Burns per cercare il proprio cane, il signor Burns libera i suoi mastini, ma Piccolo Aiutante si ricorda di Bart e lo salva. Bart riporta a casa il cane, con grande gioia di tutti.
- Guest star: assente
- Frase alla lavagna: Non ho visto niente di strano nella sala dei professori
- Gag del divano: Homer si sdraia sul divano, gli altri si siedono sopra di lui.

## Il colonnello Homer
- Sceneggiatura: Matt Groening
- Regia: Mark Kirkland
- Messa in onda originale: 26 marzo 1992
- Messa in onda italiana: 20 febbraio 1994

I Simpson vanno al cinema. Homer e Marge guardano La relazione Stoccolma, mentre Bart e Lisa vanno a vedere un film di mostri. Più tardi, dopo aver portato a casa moglie e figli, Homer guida fino a un country bar, dove sente una cameriera, Lurleen, cantare una commovente canzone d'amore. Alcuni giorni dopo, con ancora in mente la canzone, Homer torna al locale e si offre di portare Lurleen a una casa discografica. Il produttore ascolta la canzone e decide di mandarla in onda da una radio locale. Il brano ha subito un enorme successo e Homer diventa il manager di Lurleen. Homer comincia, così, a passare più tempo con lei che con Marge, al punto da far diventare gelosa la moglie. Nel frattempo Lurleen, attratta da Homer, gli chiede di passare la notte con lei. Sentendosi però in colpa, Homer decide di tornare a casa. Dopo aver capito di amare solo Marge, Homer vende a un manager musicale il contratto con Lurleen e torna dalla propria famiglia. Infine, Marge e Homer vedono in TV Lurleen e la ascoltano cantare quanto Marge sia fortunata.
- Guest star: Beverly D'Angelo (voce di Lurleen Lumpkin)
- Frase alla lavagna: Non dirigerò delle finte esercitazioni antincendio
- Gag del divano: i Simpson si siedono sul divano e sprofondano nei cuscini.

## Il vedovo nero
- Sceneggiatura: Jon Vitti
- Regia: David Silverman
- Messa in onda originale: 9 aprile 1992
- Messa in onda italiana: 27 febbraio 1994

Quando il galeotto amico di penna di Selma viene rilasciato, lei lo invita a casa dei Simpson per conoscere la famiglia. A sorpresa, l'amico e nuovo fidanzato di Selma si scopre essere Telespalla Bob, l'acerrimo nemico di Bart. 
Bob racconta a tutti il suo rinnovato stile di vita, ma Bart non è per niente fiducioso, neppure dopo che Bob chiede a Selma di sposarlo. Nonostante i dubbi di Bart, Selma sposa Bob e spedisce ai familiari una videocassetta della sua luna di miele. Guardando il nastro, Bart si insospettisce ancora di più nei confronti di Bob. Dopo aver realizzato che il criminale ne ha in serbo una delle sue, Bart avverte la polizia e si recano all'hotel dei due sposini, giusto in tempo per salvare Selma. Bart racconta a Telespalla Bob e a Winchester in che modo ha capito il piano di Bob: nel filmato delle nozze, Bob chiedeva con troppa insistenza una camera con il camino a gas (Bart sapeva bene che Selma aveva perso l'olfatto in un incidente, e dunque non avrebbe notato un'eventuale perdita di gas, e lo sapeva anche Bob, che avrebbe potuto così lasciare il gas acceso durante il programma preferito di Selma,MacGyver); come d'abitudine, Selma si sarebbe accesa una sigaretta, la stanza sarebbe saltata in aria e Selma sarebbe morta per intossicazione, lasciando a Telespalla Bob i soldi dell'assicurazione. Bob viene arrestato, e mentre la polizia lo scorta in tribunale, minaccia di vendicarsi.
- Guest star: Kelsey Grammer (voce di Telespalla Bob Terwilliger)
- Frase alla lavagna: I rumori buffi non sono buffi
- Gag del divano: due ladri stanno portando via il divano: all'improvviso arrivano i Simpson e vi si siedono, ma i ladri li fanno cascare dal divano.

## Lo show di Otto
- Sceneggiatura: Jeff Martin
- Regia: Wesley Archer
- Messa in onda originale: 23 aprile 1992
- Messa in onda italiana: 13 marzo 1994

Otto fa scontrare il bus addosso ad una statua e si scopre che non ha nemmeno la patente. Senza casa e lavoro, Otto si trasferisce dai Simpson, dove è mal voluto da Homer, che lo prende in giro a causa della sua disoccupazione. Patty e Selma allora, solo per il gusto di zittire Homer, fanno superare l'esame di guida a Otto, che ritorna a fare l'autista del pulmino.
- Guest star: Christopher Guest (voce di Nigel Tufnel), Michael McKean (voce di David St. Hubbins)
- Frase alla lavagna: Non farò roteare la tartaruga
- Gag del divano: il piccolo aiutante di Babbo Natale è seduto sopra il divano e ringhia ai Simpson quando arrivano; questi si allontanano lentamente.

## L'amico di Bart s'innamora
- Sceneggiatura: Kay Kogen e Wallace Wolodarsky
- Regia: Jim Reardon
- Messa in onda originale: 7 maggio 1992
- Messa in onda italiana: 20 marzo 1994

Milhouse si innamora di una nuova ragazza, Samantha Puzzatta, giunta in città e chiede a Bart di poter usare la sua capanna dell'albero per incontrarsi con la sua fidanzata. Bart, che si vede portar via la sua amicizia, è geloso e, sapendo della rigidità del padre di Samantha, lo chiama e gli svela la tresca della figlia.
Arrabbiato, il padre della bambina la porta via e le impone di frequentare un collegio di sole ragazze, in modo che non veda più Milhouse, il quale nel frattempo è arrabbiato con Bart, ma riesce a riappacificarsi con lui poco dopo, capendo che non era la ragazza giusta per lui. Intanto, Lisa cerca di aiutare Homer a perdere peso.
- Guest star: Kimmy Robertson (voce di Samantha Stanky)
- Frase alla lavagna: Non farò schioccare i reggiseni
- Gag del divano: il divano si ribalta e sfonda il muro.

## Fratello, avresti da darmi due soldi?
- Sceneggiatura: John Swartzwelder
- Regia: Rich Moore
- Messa in onda originale: 27 agosto 1992
- Messa in onda italiana: 27 marzo 1994

Durante un controllo medico alla centrale nucleare di Springfield, si scopre che Homer è diventato sterile a causa dell'esposizione alle radiazioni. Burns, temendo che Homer gli faccia causa, su consiglio degli avvocati decide di donargli un premio da lui inventato.
Intanto Herb, dopo il fallimento della sua azienda, vive con i senzatetto. A Herb viene in mente una nuova invenzione: uno strumento che riesca a tradurre i versi dei neonati. Ma per commercializzarla ha bisogno di soldi e, dopo aver letto su un quotidiano del premio di Homer, decide di chiedergli un prestito. Nel frattempo Homer vede in un negozio una poltrona massaggiatrice, la Scioglispinadorsale 2000. Vorrebbe spendere tutti i 2000 $ per comprarla e sostituire il divano, ma, alle proteste di Marge, decide di rimandare l'acquisto. Herb raggiunge Springfield su un treno merci e cerca la casa di Homer, ma capita per sbaglio in quella dei Flanders, dove viene lavato e vestito con nuovi abiti. Herb arriva poi da Homer, presenta il progetto e ottiene il denaro, quindi comincia a sviluppare la sua idea con l'aiuto di Maggie. L'invenzione, presentata al Baby Expo di Springfield, diventa un successo ed Herb torna di nuovo ricco; prima di andarsene, egli colma il debito con la famiglia dando un regalo a ciascuno (tra cui la poltrona massaggiatrice) e perdona Homer.
- Guest star: Danny DeVito (voce di Herb Powell), Joe Frazier (voce di sé stesso)
- Frase alla lavagna: Non simulerò convulsioni
- Gag del divano: i Simpson entrano facendo la ruota.